# Anna Saraniecka
Anna Małgorzata Saraniecka (ur. 14 kwietnia 1967 we Wrocławiu) – polska autorka tekstów piosenek i animatorka kultury.
Magister filologii polskiej, seminarzystka prof. Ireneusza Opackiego.
Od 1989 współpracuje z Renatą Przemyk jako autorka tekstów płyt Mało zdolna szansonistka, Tylko kobieta, Andergrant, Hormon, Blizna, Balladyna, Unikat, Odjazd.
Pisała także teksty do piosenek dla m.in. Pauliny Bisztygi, Eweliny Flinty i Anny Szałapak oraz zespołów Blue Café, Habakuk oraz MoMo.
Jako menedżer zrealizowała setki koncertów i widowisk muzycznych, współpracowała też przy produkcji płyt i wideoklipów. Jest członkiem Akademii Fonograficznej ZPAV.
Współpracuje z teatrem, jest autorką piosenek do spektakli Balladyna w reż. Jana Machulskiego z 2002 oraz Odjazd w reż. Freda Apkego z 2005.
W 2001 w wydawnictwie Nowy Świat ukazał się tomik Anny Saranieckiej Rozamunda, zawierający teksty piosenek oraz inne utwory poetyckie. W 2009 roku kwartalnik literacki Fraza opublikował fragment jej powieści pt. Salto Morale. Niegdyś felietonistka Aktivista, od stycznia 2010 pisze felietony do miesięcznika Bluszcz.